# ان‌جی‌سی ۱۳۳۳
ان‌جی‌سی ۱۳۳۳ یک سحابی بازتابی در صورت فلکی برساووش است.